# Caparra
La caparra, nel diritto civile, è una somma di denaro o una quantità d'altre cose fungibili versata a titolo di reciproca e mutuale garanzia contro l'inadempimento nel contratto oppure come corrispettivo per il caso di recesso dal contratto.
La sua funzione è infatti quella di prevedere una sorta di risarcimento immediato nel caso di inadempienza contrattuale e in caso di adempimento deve essere restituita o imputata alla prestazione dovuta.
Generalmente si applica in quei contratti a prestazioni corrispettive e a effetti obbligatori dei quali si abbia un'esecuzione differita e che prevedano un pagamento in soluzione non unica. Si costituisce con la mera consegna della somma di denaro. La dazione deve essere perfezionata prima del momento di esecuzione della prestazione e della controprestazione, poiché sono le azioni delle quali la caparra va a garantire la futura esecuzione.

## Descrizione
Con il versamento della caparra, la parte che l'ha versata (tradens) si impegna a non recedere dal contratto pena la perdita della caparra stessa. La parte che l'ha ricevuta (accipiens) invece si impegna a non recedere pena la restituzione di quanto ricevuto più il pagamento di un ulteriore eguale importo al versante.
In genere gli ordinamenti consentono patti per i quali alla parte non inadempiente è consentito richiedere alla parte inadempiente (ove non impedito da circostanze di fatto), in luogo della restituzione o ritenzione delle caparre, l'esecuzione in forma specifica del contratto o la sua risoluzione.
A seconda dell'accordo fra le parti, la caparra può costituire una generica garanzia contro l'inadempimento, oppure può valere di corrispettivo per il recesso (una sorta di indennizzo).
Se la caparra vale come indennizzo per i danni eventualmente patiti a causa della mancata sottoscrizione del contratto, con la ritenzione o restituzione della caparra si considera risarcito il danno e con la ritenzione (se la parte inadempiente è chi l'aveva versata) o la restituzione con aggiunta di un pari importo (se la parte inadempiente è chi l'aveva ricevuta), il negozio non adempiuto si chiude senza altre conseguenze. 
Viceversa, se la caparra ha funzione di garanzia, la parte non inadempiente, fermo restando il diritto alla ritenzione o restituzione della caparra, può anche agire per il risarcimento dei danni.

### Caparra e penale
Si è molto dibattuto in dottrina sulla relazione eventuale fra la caparra e la clausola penale.
La funzione di risarcimento dei danni arrecati alla parte non inadempiente dalla stipulazione del contratto , nella caparra confirmatoria, non è però esaurita nella sola ritenzione o restituzione della caparra, ciò che accade con la clausola penale. La funzione di "sanzione" della caparra è stata da taluni autori ravvisata e ritenuta prevalente, in considerazione della proporzione fra la caparra  e la possibile entità del danno, che nel richiedere specifico ristoro seguirebbe un iter concettualmente e materialmente differente, restando quindi il fine sanzionatorio a sé.
La caparra penitenziale è quella che in dottrina si è ravvisata più vicina alla disciplina della clausola penale e taluni autori parlano infatti per questa come di multa penitenziale.

## Nel mondo

### Italia
Nel diritto italiano la caparra è prevista in due tipi: la caparra confirmatoria e la caparra penitenziale.

#### La caparra confirmatoria
La caparra confirmatoria è regolata dall'art. 1385 del codice civile, il quale stabilisce che: «Se la parte che ha dato la caparra è inadempiente, l'altra può recedere dal contratto, ritenendo la caparra; se inadempiente è invece la parte che l'ha ricevuta, l'altra può recedere dal contratto ed esigere il doppio della caparra. Se però la parte che non è inadempiente preferisce domandare la esecuzione o la risoluzione del contratto, il risarcimento del danno è regolato dalle norme generali» (art. 1385 c. 2).
Si noti che la dazione di caparra deve essere esplicitamente dichiarata: la norma nel suo primo comma sottolinea infatti che quanto versato deve essere dato "a titolo di caparra", escludendosi pertanto che possa desumersi o dedursi la natura di caparra da altre circostanze non espresse.
Questa caparra si chiama confirmatoria poiché in passato costituiva mezzo di prova della formazione del contratto e dunque "confermava" la sua esistenza. Il nome resta, malgrado oggi i mezzi di prova dell'esistenza del contratto siano tali e tanti da renderla non più così centrale, anzi marginale, nella verifica probatoria.

#### La caparra penitenziale
La caparra penitenziale è regolata dall'art. 1386 del codice civile ed è la somma di denaro versata dall'acquirente all'alienante al momento della conclusione del contratto. Essa contiene in sé la funzione di corrispettivo del recesso: il codice stabilisce infatti che «Se nel contratto è stipulato il diritto di recesso per una o per entrambe le parti, la caparra ha la sola funzione di corrispettivo del recesso. In questo caso il recedente perde la caparra o deve restituire il doppio di quella che ha ricevuta.»
Il nome non deriva, come potrebbe sembrare, da una "pena" da scontare, bensì dallo ius poenitendi, diritto di pentirsi di aver sottoscritto il contratto, e configura il prezzo per l'esercizio di questo diritto.
La caparra penitenziale si distingue pertanto dalla caparra confirmatoria: in quest'ultimo caso la parte non inadempiente può infatti domandare l'adempimento o la risoluzione del contratto ed il risarcimento del danno è regolato dalle norme generali.
In particolare, la caparra penitenziale rappresenta il corrispettivo del diritto di recesso, stabilito convenzionalmente. Chi decide di recedere deve dare all'altra parte quanto pattuito a titolo di caparra penitenziale e l'altra parte non potrà chiedere altro.

#### Caparra e diritto di recesso
In materia di contratti a distanza o negoziati fuori dai locali commerciali e in cui una delle parti sia un consumatore, l'art. 67 del D.Lgs n. 206/2005 ("Codice del consumo") prevede che in caso di esercizio del diritto di recesso da parte del consumatore, il professionista sia tenuto al rimborso delle somme versate dal consumatore, ivi comprese le somme versate a titolo di caparra.

#### Aspetti fiscali
L'imputazione di una somma a titolo di caparra, anziché di acconto o anticipo, la sottrae all'imposizione IVA in quanto, per la prevalente funzione di garanzia contro l'inadempimento, non può considerarsi principio di pagamento. Il suo importo è quindi soggetto a fatturazione solo quando diverrà a tutti gli effetti parte del pagamento, quindi al buon fine del negozio.
Per questa ragione, l'utilizzo di termini come "anticipo" o simili può comportare differenze nell'interpretazione anche fiscale del contratto.